# Juan Manuel Torres
Juan Manuel Torres (Puerto Vilelas, Chaco; 20 de junio de 1985) es un futbolista argentino retirado. Su último club fue el FC Aktobe de la Liga Premier de Kazajistán.

## Trayectoria
Debutó en Racing Club en 2002 a la corta edad de 17 años. Allí actuó hasta 2007, habiendo disputado 108 partidos oficiales. 
Tras quedar libre del equipo fue contratado por San Lorenzo de Almagro. Jugó 130 partidos en ese club, marcando sus dos primeros goles en Primera División: uno en el Clausura 2009 contra Argentinos Juniors y el otro tras una asistencia de Felix Orode en un partido ante Huracán por el Apertura 2009.
Tras finalizar su contrato con San Lorenzo de Almagro en junio de 2011 y quedar en la condición de agente libre, recibió una oferta para fichar en el Metalist Járkov de Ucrania. Acordó su permanencia por tres años en el club. Debido a la situación de tensión generada en Ucrania a causa de lo que sería el inicio de la guerra ruso-ucraniana, Torres decidió no renovar su contrato con el Metalist Járkov y retornar a su país.
Luego de diez meses sin actividad producto de un problema con su anterior club, Torres reapareció en las canchas como jugador de Defensores de Vilelas, un equipo de su ciudad natal que militaba en la Liga Chaqueña de Fútbol.
En febrero de 2016 se anunció su incorporación a Chaco For Ever, que por ese entonces militaba en el Torneo Federal A. Aunque había acordado permanecer en el club hasta mediados de 2016, se desvinculó del mismo un año antes para unirse a Chacarita Juniors. De todos modos no alcanzaría a disputar ni un solo partido con el equipo.
Regresó a Defensores de Vilelas con la intención de integrar el plantel que debía competir en el Torneo Federal C 2017, pero, antes de que el certamen comience, migró a Kazajistán para jugar un semestre con el FC Aktobe.
Tras su retiro, e instalado en el Norte argentino, donde trabaja para la Secretaría de Deportes de Corrientes, forma parte de un grupo de profesores de gimnasia y estudia los cursos de entrenador y de árbitro.

## Selección juvenil
Se consagró campeón mundial con la Selección Argentina durante la Copa Mundial de Fútbol Juvenil de 2005. Ha jugado 19 partidos en total en Selección Juvenil, marcando 2 goles.

## Clubes
| Club                  | País       | Año         | PJ  | G |
| --------------------- | ---------- | ----------- | --- | - |
| Racing Club           | Argentina  | 2002 - 2007 | 108 | 0 |
| San Lorenzo           | Argentina  | 2007 - 2011 | 130 | 2 |
| FC Metalist Járkov    | Ucrania    | 2011 - 2014 | 69  | 2 |
| Defensores de Vilelas | Argentina  | 2015        | 24  | 1 |
| Chaco For Ever        | Argentina  | 2016        | 5   | 0 |
| Chacarita Juniors     | Argentina  | 2016        | 0   | 0 |
| FC Aktobe             | Kazajistán | 2017        | 6   | 0 |

## Vida personal
Torres tiene una hija nacida el 30 de diciembre de 2008 con su exesposa Ailyn Lobato. Su segundo hijo es fruto de una relación con la actriz Catalina Artusi.
Se casó en el año 2015 con su exesposa Nabila Barboza Solis la boda fue realizada en el salón Gran Parana.  La cual denuncia por violencia de género y pierde un embarazo por agresiónes del mismo.
La última y actual pareja, Alejandra Sheridan. Con la cual realizó su boda el 18 de febrero en el salón Gran Paraná en Casinos Del Litoral de la ciudad de Corrientes. Fue denunciado por su exmujer por una amenaza con un arma de fuego, y cuando lo detuvieron le secuestraron una pistola y más de un centenar de cartuchos.

## Palmarés

### Copas internacionales
| Título                        | Selección        | Sede         | Año  |
| Copa Mundial de Fútbol Sub-20 | Argentina Sub-20 | Países Bajos | 2005 |
| ----------------------------- | ---------------- | ------------ | ---- |